# 단양관광관리공단
단양관광관리공단은 단양군의 관광업 활성화와 단양군민들의 복지증진을 위하여 설립된 충청북도 단양군 산하 지방공기업이다. 충청북도 단양군 단양읍 매포읍 삼봉로 644-13

## 연혁
- 2007년  4월  1일 단양관광공단 설립 타당성 용역 실시(한국자치경영평가원)
- 2008년  9월 26일 공단설립 및 운영조례안 입법예고
- 2008년 11월 11일 단양군의회 제181차 본회의에서 공단설립 의결
- 2008년 11월 24일 공단설립 및 운영조례 공포
- 2008년 11월 26일 정관 제정
- 2008년 12월 12일 이사회 구성
- 2008년 12월 19일 초대 이규천 이사장 취임
- 2009년  1월  1일 신규직원 임명
- 2009년  1월  5일 공단 설립 등기

## 설립 근거
- 지방공기업법 제76조(지방공단의 설립운영)
- 단양관광관리공단 설립 및 운영조례

## 설립 목적
단양관광관리공단은 지방공기업법과 단양관광공단 설립 및 운영조례가 정하는 바에 의하여 단양군수가 지정하는 공공시설물 관리 등 군수가 필요하다고 인정하는 위탁업무를 효율적으로 관리 운영함으로써 지역관광 활성화를 통한 주민 복지증진에 기여함을 목적으로 한다.

## 주요 업무
- 도담삼봉주차장 운영관리
- 고수동굴주차장 운영관리
- 소선암 자연휴양림 운영관리
- 온달관광지 운영관리
- 천동관광지 운영관리
- 다리안관광지 운영관리
- 음악분수대 운영관리
- 소선암 오토캠핑장 운영관리
- 수변무대 운영관리
- 문화체육센터 운영관리
- 다목적체육관 운영관리
- 시외버스터미널 운영관리

## 조직

### 이사장
- 경영기획부
- 시설관리부
- 관광관리부

## 사건·사고 및 논란

### 채용비리
2008년 12월 단양군 부군수가 신규직원 공채에서 탈락한 6ㆍ7급 응시자 2명을 각각 특별채용하라고 지시하자 이들에게 맞게 채용자격기준을 변경했다. 감사원은 전 단양군 부군수를 직권남용 혐의로 고발했다.

## 같이 보기
- 단양군
- 대한민국의 공공기관 목록 (지방자치단체별)